# İslâm II Giray
İslâm II Giray fou kan de Crimea (1584-1588); algunes fonts el fan germà de Mehmed II Giray i altres nebot, fill de Devlet I Giray. Fou introduït al diwan pel seu germà Dervish. El sultà li va donar una espasa, un cavall i un estendard vermell amb lletres brodades en or i fou enviat a Crimea en una expedició dirigida pel Kapudan Paixà. Kilij Ali Pasha tenia autoritat per nomenar-lo kan i en arribar al port va rebre el suport d'Ali Beg, cap de la tribu Mansur. Mehmed II va fugir i İslâm II Giray fou proclamar kan sense gairebé resistència. Va nomenar com a khalgay a Alp Giray i a Mubarak Giray com a nureddin.
Als quatre mesos Saadet Giray, fill de Mehmed II Giray, al front dels nogais, va marxar contra el nou kan i es va apoderar de Baghchi-Sarai. Islam II es va refugiar a Feodòssia que era territori otomà i va enviar comunicació dels fets al sultà. Özdemiroğlu Osman Pasha que era llavors gran visir va rebre orde d'anar a rescatar-lo al 10.000 geníssers i sis mil sipahis que foren enviats a Sinope i van passar l'hivern en aquesta localitat i a Kastamonu, per després anar a Crimea. Però mentre Islam, amb l'ajut dels begs de Kaffa i de gran part de les tribus de Crimea, va lluitar contra Saadet a les planes d'Andal. Esni Beg i alguns altres caps dels nogais van morir i Saadet Giray va fugir. Així les tropes otomanes que l'havien d'ajudar van poder ser enviades a Pèrsia. Els nogais es van dirigir a saquejar Bessaràbia i Moldàvia i les tropes d'Islam els van anar a buscar allí intentant arrabassar el botí.
Encara que Islam va demanar bones relacions al tsar Feodor I, els tàtars de Crimea i Azov, aliats a grups nogais, van saquejar els districtes fronterers de Bielev, Koselsk, Vorotinsk, Meschofsk i Massalsk. Els saquejadors foren derrotats a la riba de l'Oka per Miquel Besnin, que van recuperar el botí que havien fet; però dues vegades més van envair Ucraïna amb grups de 30 o 40 mil homes i el juny de 1587 van capturar Krapivna. Encara que cada vegada eren menys perillosos, Crimea encara representava una amenaça per Rússia.
Saadet Giray, aliat altre cop als nogais i ara també als cosacs del Don va retornar a Crimea. El kan va enviar un exèrcit contra ell i en la batalla va morir el germà de Saadet, Mubarak, i diversos caps nogais. Saadet es va establir definitivament amb els nogais i el seu germà Murad se'n va anar a Rússia i el tsar el va enviar a Astracan com un príncep sobirà cerimonial portant el títol de kan de les quatre ribes (Yaik o Ural, Volga, Don i Terek), de les tribus i dels cosacs; però de fet no tenia cap poder i no podia ni rebre visites sense presència dels delegats russos o moure's sense l'acompanyament de la guàrdia russa; es va acostar als nogais, als cosacs i al circassians i va preparar un atac a Crimea i va esperar les ordes (i l'ajuda) del tsar (que li havia promès deu mil strelitzs) però Feodor va anar donant llargues per no trobar-se que tenia enfront al kan de Crimea i al rei de Polònia al mateix temps. El 1587 va ordenar a Murad anar a lluitar a Vilna; a Islam també el va comminar a marxar contra Polònia o d'altra manera amenaçava que no podria contenir als seus enemics. Islam doncs va atacar Kíev via Putivle, i es va unir a les tropes russes a Seversk.
Un enviat del sultà es va queixar a Feodor I de Rússia dels atacs del cosacs i del maltractament donat als musulmans a Rússia. El 1586 el rei de Kakhètia, Alexandre II, va demanar la protecció russa que Feodor va acceptar agafant entre els seus títols el de governant de Geòrgia (Ibèria). El sultà pel seu costat també el portava, ja que era sobirà del rei Simó I de Kartli. Kakhètia va pagar un tribut i els russos van enviar un exèrcit a sotmetre al shamkhal, el sobirà dels Kumuks i un oficial va rebre també la submissió dels prínceps de Kabarda i de Circàssia. Artesans russos foren enviats a Geòrgia per restaurar la fe ortodoxa i les pintures de les esglésies. El tsar va afegir als seus títols el de governant de Kabarda i Circàssia. El seu rival Esteve Bathory rei de Polònia i Lituània va morir el 12 de desembre de 1586. Feodor fou candidat a la successió però no fou elegit, ja que se li exigia que Rússia fos província de Polònia, adoptar la fe catòlica i ser coronat a una església catòlica a Cracòvia, amb el títol de rei de Polònia preferent al de tsar de Moscou o Rússia. Finalment fou elegit Segimon III Vasa (1587).
El 1587 Islam II va fer una expedició a Circàssia. Després, a causa d'una ofensa personal, va atacar a Moldàvia amb permís del sultà i va assolar alguns districtes. Va morir el 1588 i fou enterrat a la gran mesquita d'Akkerman. El va succeir el seu germà Ghazi II Giray.